# Parafia Najświętszego Serca Jezusa w Bojanowie
Parafia pw. Najświętszego Serca Jezusa w Bojanowie – rzymskokatolicka parafia w Bojanowie należąca do dekanatu rawickiego archidiecezji poznańskiej. Została utworzona w XIV wieku (jako parafia pw. św. Michała Archanioła w Gołaszynie). Od 1945 główną świątynią jest poewangelicki kościół w Bojanowie.

## Terytorium
Bojanowo, Gierłachowo, Golina Wielka, Golinka, Gołaszyn, Karolewo, Pakówka, Szemzdrowo, Tarchalin, Trzebosz, Wydartowo Drugie.